# Charaxes baumanni
Charaxes baumanni is een vlinder uit de familie van de Nymphalidae. De wetenschappelijke naam van de soort is voor het eerst geldig gepubliceerd in 1891 door Rogenhofer.